# Presidentes del Sevilla Fútbol Club

## Consejo de Administración
- Presidente: José María del Nido Carrasco.
- Vicepresidente Primero: José Castro Carmona.
- Vicepresidente Segundo: Fernando Carrión Amate.
- Consejeros: Carolina Alés Matador, Francisco Guijarro Raboy, Luis miguel Castro Carmona, Jorge Marín Granados, Alberto Pérez Solano Arqués.

## Presidentes del club a lo largo de la historia
- 25/01/1890 a 14/10/1905 : Edward Farquharson Johnston
- 14/10/1905 a 25/10/1908 : José Luis Gallegos Arnosa
- 25/10/1909 a 18/12/1912 : Carlos García Martínez
- 18/12/1912 a 27/06/1914 : Josep Maria Miró y Trepat
- 27/06/1914 a 23/06/1920 : Francisco Javier Alba y Alarcón
- 23/06/1920 a 15/06/1921 : Enrique Balbontín de Orta
- 15/06/1921 a 13/05/1922 : Jordi Graells Miró
- 13/05/1922 a 16/05/1923 : Carlos Piñar y Pickman
- 16/05/1923 a 14/06/1925 : Manuel Blasco Garzón
- 14/06/1925 a 16/02/1932 : Juan Domínguez Osborne
- 16/02/1932 a 05/12/1941 : Ramón Sánchez Pizjuán y Muñoz (1ª etapa)
- 05/12/1941 a 07/09/1942 : Antonio Sánchez Ramos
- 07/09/1942 a 05/05/1948 : Jerónimo Domínguez y Pérez de Vargas
- 05/05/1948 a 28/10/1956 : Ramón Sánchez Pizjuán y Muñoz (2ª etapa)
- 28/10/1956 a 19/07/1957 : Francisco Graciani Brazal *
- 19/07/1957 a 19/08/1961 : Ramón de Carranza Gómez
- 19/08/1961 a 23/07/1963 : Guillermo Moreno Ortega
- 23/07/1963 a 04/05/1966 : Juan López Sánchez
- 04/05/1966 a 21/06/1966 : Antonio García Carranza *
- 21/06/1966 a 22/08/1968 : Manuel Zafra Poyato
- 22/08/1968 a 11/12/1972 : José Ramón Cisneros Palacios
- 11/12/1972 a 07/02/1984 : Eugenio Montes Cabeza
- 07/02/1984 a 23/04/1984 : Rafael Carrión Moreno*
- 23/04/1984 a 07/05/1984 : Juan Silverio de la Chica Viso *
- 07/05/1984 a 02/06/1984 : Francisco Ramos Herrero *
- 02/06/1984 a 14/10/1986 : Gabriel Rojas Fernández
- 29/06/1986 a 19/09/1990 : Luis Cuervas Vilches
- 19/09/1990 a 29/10/1990 : José María Cruz Rodríguez *
- 29/10/1990 a 05/08/1995 : Luis Cuervas Vilches
- 05/08/1995 a 10/10/1995 : José María del Nido Benavente*
- 10/10/1995 a 14/02/1996 : Francisco Escobar Gallego
- 14/02/1996 a 15/05/1997 : José María González de Caldas
- 15/05/1997 a 10/02/2000 : Rafael Carrión Moreno
- 10/02/2000 a 27/05/2003 : Roberto Alés García
- 27/05/2003 a 09/12/2013 : José María del Nido Benavente
- 09/12/2013 a 31/12/2023 : José Castro Carmona
- 31/12/2023 a (en el cargo) : José María del Nido Carrasco

* Presidentes temporales por periodo electoral o por alguna otra circunstancia excepcional

## Récords de los presidentes
- Ramón Sánchez Pizjuán y Muñoz es el presidente que más tiempo ha permanecido al frente de la entidad sevillista (durante 17 años, en dos etapas).
- Francisco Escobar Gallego ha sido el presidente que, no accediendo al cargo por alguna circunstancia excepcional, menos tiempo ha permanecido al mando del club (4 meses y 4 días).
- Jerónimo Domínguez y Pérez de Vargas es el presidente con el cual se alcanzó el título de Liga.
- José María del Nido Benavente ha sido el primer presidente en la historia en lograr un título europeo.
- José María del Nido Benavente es el presidente que mayor número de títulos ha alcanzado (2 Copas de la UEFA, 1 Supercopa de Europa, 2 Copas del Rey y 1 Supercopa de España).
- José Castro Carmona es el presidente que más títulos europeos ha conseguido (5 Europa League) y el que más finales ha presidido (13).